# Henry John Noltie
Henry Noltie (1957) es un botánico británico. Trabajó como curador y taxónomo en el Real Jardín Botánico de Edimburgo (RBGE, por sus siglas en inglés).

## Vida y carrera

### Educación y trabajo
Noltie estudió botánica en la Universidad de Oxford y Museología en Leicester. Se unió al Real Jardín Botánico de Edimburgo en 1986. Durante 14 años trabajó en el proyecto Flora de Bután, liderando el equipo durante sus últimos años. Escribió dos de los volúmenes de la Flora, relacionados con las monocotiledóneas, por los que recibió un doctorado de la Universidad de Edimburgo.

### Libros
En 1998, mientras trabajaba en la biblioteca del Real Jardín Botánico de Edimburgo, Noltie descubrió muchas ilustraciones botánicas y una serie de especímenes de herbario montados, estampados con las palabras “Cleghorn Memorial Library”. La investigación de Noltie lo llevó a la biblioteca de la Universidad de St. Andrews y a otras partes del archivo del RBGE, lo que le permitió reconstruir la historia de vida de uno de los botánicos más importantes del siglo XIX, Hugh Cleghorn.
En 1999, Noltie escribió Indian Botanical Drawings 1793-1868 del Real Jardín Botánico de Edimburgo, publicado por el Real Jardín.
Posteriormente escribió The Dapuri Drawings. Alexander Gibson and The Bombay Botanic Garden, que fue publicado por The Antique Collectors' Club, en asociación con el Real Jardín Botánico de Edimburgo en 2002.
En 2007, Noltie escribió Robert Wight and the Botanical Drawings of Rungiah & Govindoo, una monografía de tres volúmenes que documenta las importantes colecciones de dibujos botánicos indios en la biblioteca del Real Jardín Botánico de Edimburgo. El primer libro proporcionó la biografía definitiva de Robert Wight. El libro II lleva como título Dibujos botánicos de Rungia y Govindoo: la colección Wight. El libro III: Viajes en busca de Robert Wight, describe los viajes del autor.
Su libro Raffles' Ark Redrawn: Natural History Drawings from the Collection of Sir Thomas Stamford Raffles fue publicado en 2009 por la Biblioteca Británica y el Real Jardín Botánico de Edimburgo.
Noltie editó y escribió la introducción de Wild Flowers: A Sketchbook del equipo padre-hijo: Canon Raven (1885-1964), teólogo, naturalista e historiador de la ciencia, y su hijo John Raven (1914-1980), profesor de clásicos y apasionado botánico de campo.
En 2016, publicó Indian Forester, Scottish Laird - The Botanical Lives of Hugh Cleghorn of Stravithie  y The Cleghorn Collection: South Indian Botanical Drawings 1845 to 1860.
En 2017, Noltie escribió sobre los vínculos entre el Real Jardín Botánico de Edimburgo y la India en su libro Botanical Art from India.
Noltie contribuyó al libro Forgotten Masters: Indian Painting for the East India Company  que acompañó la primera exposición en el Reino Unido en la Wallace Collection de Londres de obras de maestros pintores indios encargadas por funcionarios de la East India Company.
La exposición Flora Indica: Recuperando las historias perdidas del arte botánico indio, muestra 52 ilustraciones botánicas redescubiertas de artistas indios encargadas por botánicos británicos entre 1790 y 1850. Estas acuarelas, ocultas durante más de un siglo, muestran la contribución de los artistas indios a la formación del conocimiento botánico. Cocurada conjuntamente por el Dr. Henry Noltie y la Dra. Sita Reddy, la exposición lleva a los visitantes de viaje por los entornos en los que trabajaron estos maestros de la pintura, abarcandolos actuales estados de India, Nepal, Bangladés y Birmania.